# Залізничний вокзал (Чернівці)
Залізничний вокзал станції Чернівці — вокзал станції Чернівці, головний залізничний вокзал міста Чернівців.

## Історія та архітектура
Історія Чернівецької залізниці починається у той період, коли місто було адміністративним центром Буковинського округу Королівства Галичини та Володимирії. 1841-го року уряд Австрійської імперії затвердив Програму у справах залізниць, якою, серед іншого, було передбачено розвиток цієї галузі у Галичині. Лінія з Відня до Львова мала бути збудована до 31 грудня 1863 р. Після цього продовжена вже до Чернівців..
3 листопада 1861 р. новий потяг, що мав назву «Ярослав», подолав відстань між столицею імперії та центром її коронної землі.
Після цього активними темпами (у дві зміни) розпочалося будівництво залізничної гілки Львів — Чернівці протяжністю 267 км, що проходила через Ходорів та Станиславів. Попри труднощі — дорога прокладалася через мочари, гори та ліси — роботи, якими керував англієць Томас Брассі (до того вже працював на залізницях Австралії та Канади), були завершені за два роки.
Перших пасажирів потягу Львів — Чернівці на той час вже столиця окремого коронного краю Герцогство Буковина зустрічала 1 вересня 1866 р. Далі залізничні шляхи прокладалися у напрямках: російському — через Новоселицю на Вінницю і Кишинів, та румунському — через Сучаву на Ясси. Прикметно, що Чернівці були одним з перших українських міст із своєю залізницею. 1869-го р. свій перший потяг зустрічав Харків, 1870-го року — Київ та Тернопіль, і лише 1873-го р. почало функціонувати залізничне сполучення з Волинню.

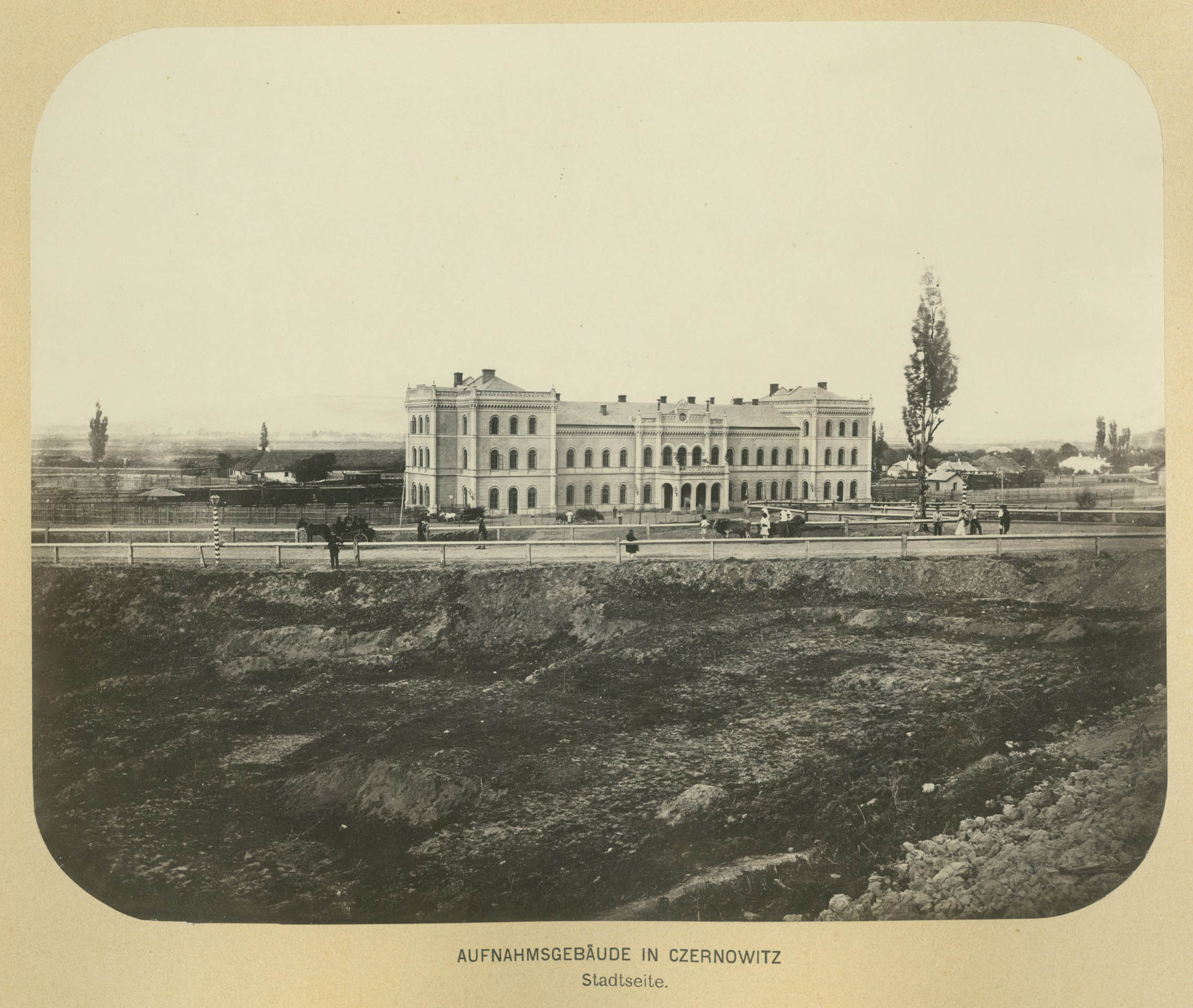
Старий Чернiвецький вокзал (1866—1909)

Своїх гостей, котрі добиралися залізничним транспортом, Чернівці до початку XX ст. зустрічали розташованим між сучасним вокзалом та нинішньою будівлею Кондукторського резерву дво-триповерховим залізничним, так званим «Старим вокзалом», побудованим за одним проєктом з вокзалом у місті Станиславів (1866), та в 1871 р. в передмісті Сучави (Румунія) — селищі Ițcani, вокзалом Suceava Nord, який існує досі.

### Чернівецький залізничний вокзал

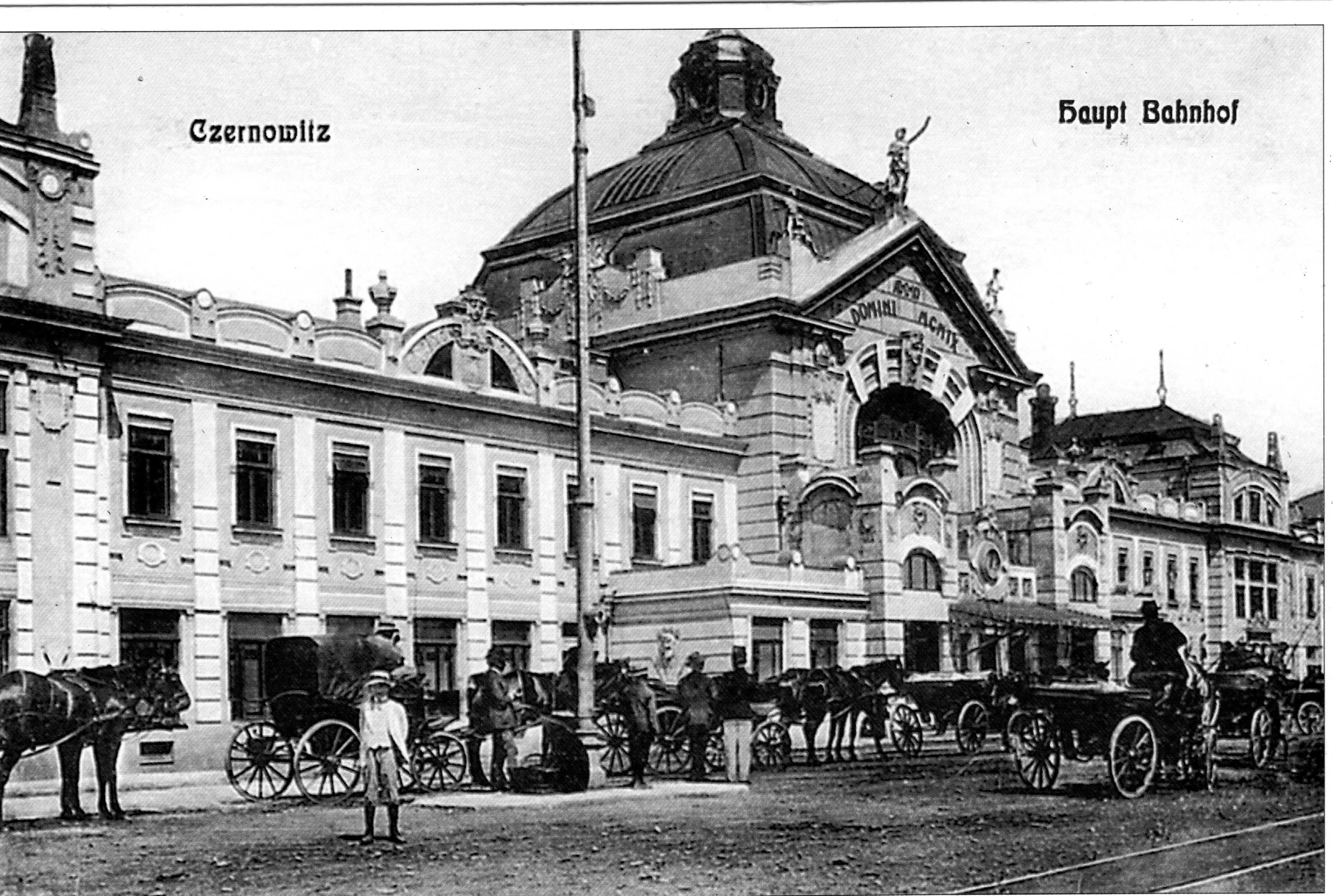
Чернівецький вокзал 1910-ті роки

Невпинний ріст міста, жвавий рух людей і товарів залізницею вимагали більшої споруди. Крім того, чернівчани прагнули мати залізничний вокзал, що відповідав би статусу крайової столиці, а не нагадував колишнє маленьке провінційне містечко. Розвиток Чернівців мав пріоритетне значення і для монархії. Тому міська брама, що була «обличчям» міста, повинна була бути здатною приймати найпочесніших та найвибагливіших гостей. 16 вересня 1906 р. було закладено фундамент майбутнього архітектурного шедевру. З огляду на те, що на місці де велось будівництво колись було болото, в основу споруди було покладено міцні бетонні опори. Роботи тривали більше трьох років. Урочисте відкриття нового залізничного вокзалу відбулось 30 листопада 1909 р. Збудували його у стилі модерн. Композиція будівлі симетрична. Вона являє собою 2-поверховий витягнутий прямокутник з підвищеною центральною частиною. В композиції будівлі можна розпізнати сецесійний витвір: чітко контуровані кубічні форми, членування каркасу, утвореного колонами і осями вікон, ощадний декор із коронованими пілонами і основним акцентом купольного завершення центрального залу, головним прохідним вестибюлем, який відкривається монументальною циркулярною аркою увінчаною трикутним фронтоном.  Симетрична будівля являє собою 2-поверховий витягнутий прямокутник з підвищеною центральною частиною. 

Руїни Чернівецького вокзалу (1917)

Купол над центральним входом і вестибюлем піднятий на висоту 20 м, стеля і стіни вкриті художнім ліпленням у вигляді геометризованого орнаменту з листя, квітів, між яких вміщено жіночі голівки і маски.
Фронтон залізничного вокзалу є «домівкою» богині Іриди, що відповідно до давньогрецької міфології знана як богиня-вісниця. Піднята рука напівоголеного силуету жінки говорить про привітний прийом гостей міста та душевне прощання з ними. З обох боків її оточують чотири янгола: одна пара тримає у руках квіти, інші двоє зображені зі стрілами. Янголята символізують гостинність місцевих жителів та їх буковинський темперамент. Чарівне поєднання світло-зеленого та білого кольорів підкреслюють золоті акценти. Внутрішній інтер'єр прикрашають рослинні фрагменти, маскарони, крила яких дещо стилізовані, кацедуї та колеса, виконані у стилі модерн.
Вагомий внесок до зведення Чернівецького залізничного вокзалу зробив почесний громадяни міста Бенно Штраухер, який був одним з ініціаторів та організаторів проєкту, входив до структури, яка контролювала хід будівництва.
Значних руйнувань Чернівецький залізничний вокзал зазнав під час Першої світової війни. Його відбудова тривала близько двох років і остаточно була завершена тільки в 1920 р. Наступні відновлювальні роботи здійснювались вже у 1945 р. З огляду на те, що будівля не зазнала суттєвих пошкоджень у Другу світову війну, роботи тривали не довго.

## Традиції

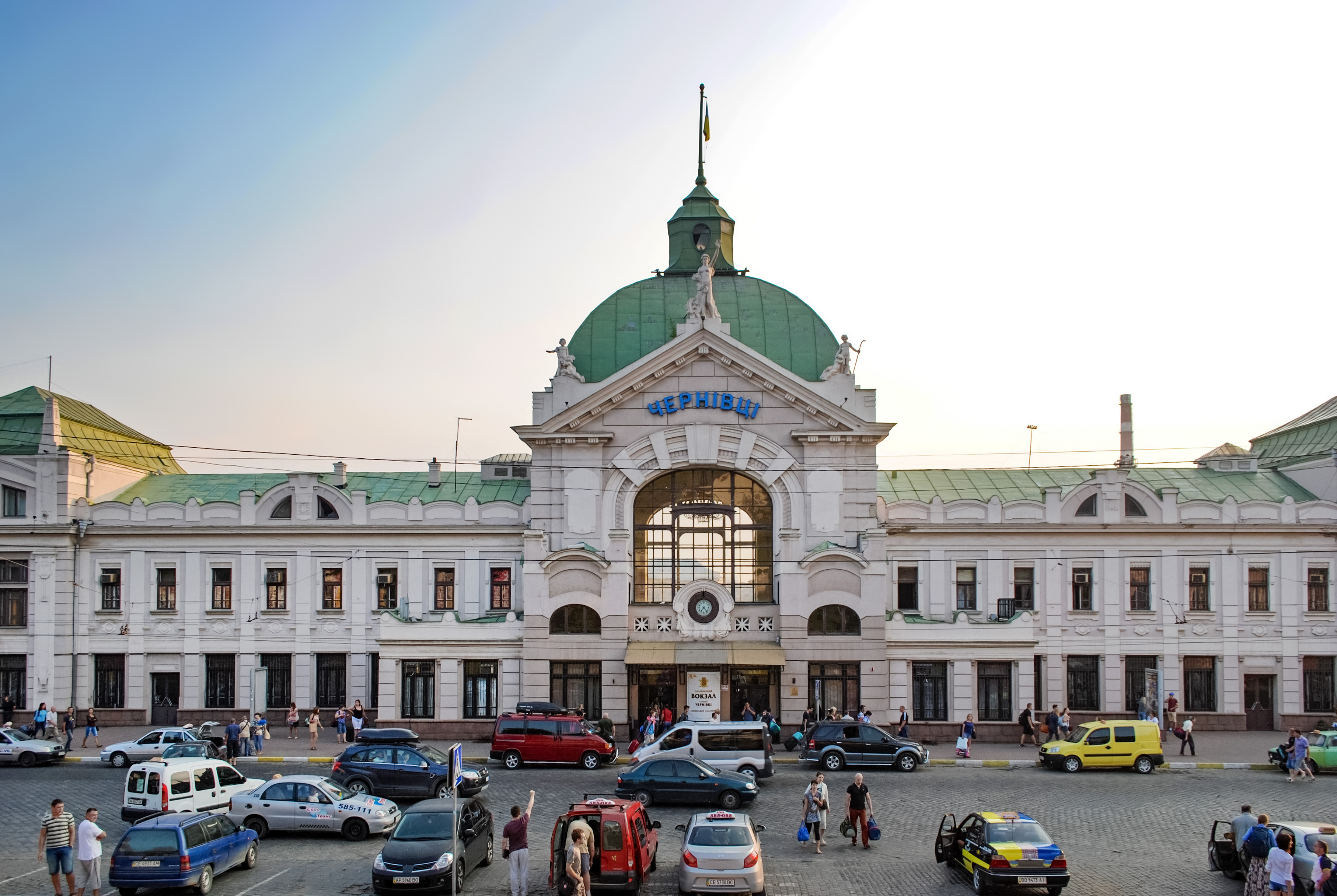
Чернівецький залізничний вокзал (2015)

Колись потяг, що прибував до Чернівців, називали «цугом» (від нім. Zug — потяг). Кожне його прибуття та відправлення з Чернівецького вокзалу супроводжувалося веселими композиціями, які виконував чернівецький оркестр. Цікавим є факт, що потяг сполученням Чернівці — Львів вирушав завжди о 7 год. 40 хв. В цьому випадку грала всім відома мелодія «Сім-сорок» (відомий краєзнавець Василь Селезінка стверджує, що мелодія є «чернівецькою»). Безліч люду приходило послухати таке виконання, а саме остання була до вподоби найбільше.
Цю чудову традицію намагаються відновити у наш час. Оркестру звісно не має. Але кожен пасажирський потяг, що сьогодні від'їжджає з Чернівецького вокзалу, проводжається аудіозаписом однієї з популярних буковинських мелодій, прощаючись таким чином з дорогими гостями та бажаючи їм щасливої дороги!

## Сьогодення
У 1999 р. на Чернівецькому залізничному вокзалі було проведено реставраційні роботи.
Сьогодні залізничний вокзал станції Чернівці входить до структури Львівської залізниці та обслуговує кілька транзитних та прямих напрямків. Зокрема, з Чернівцями забезпечене (регулярне та періодичне) залізничне сполучення з містами: Київ, Івано-Франківськ, Ковель, Коломия, Львів, Одеса, Окниця.